# Moramid
Moramid – organiczny związek chemiczny stosowany jako syntetyczny lek opioidowy. Objęty jest Jednolitą konwencją o środkach odurzających z 1961 roku (wykaz I). W Polsce jest ujęty w grupie I-N Ustawy o przeciwdziałaniu narkomanii. Ma dwa stereoizomery – lewomoramid (nieaktywny, ale również objęty kontrolą) i dekstromoramid (aktywny farmakologicznie, dostępny handlowo pod nazwą Palfium). Mieszanina racemiczna określana jest jako racemoramid.